# Mercyhurst University
Mercyhurst University, precedentemente conosciuto come Mercyhurst College, è un college di studi umanistici cattolico americano ad Erie, in Pennsylvania.

## Storia
Il 20 settembre 1926 il Mercyhurst College aprì le sue porte a pochi isolati di distanza dal confine meridionale della città. Fu fondata dalle Suore della Misericordia della Diocesi di Erie, guidate da Madre M. Borgia Egan, che divenne il primo presidente del Mercyhurst College. Il college ricevette il suo statuto il 5 ottobre 1928, dopo che Madre Egan convinse il Commonwealth della Pennsylvania che le Suore della Misericordia erano una dotazione vivente per il college e valevano tanto quanto una dotazione monetaria.
Fin dall'inizio, Madre Egan era determinata a fare di Mercyhurst il "luogo più bello della diocesi di Erie". Volendo che l'istituzione fosse un capolavoro di armonia, ha diretto che l'esterno del college ricevesse l'attenzione tanto quanto il suo interno assumendo l'importante architetto F. Ferdinand Durang di Philadelphia per creare Old Main. È diventato un capolavoro del design gotico inglese e imponenza che ha la suggestione di un castello medievale nelle sue linee. Con l'aggiunta dei cancelli del college nel 1950, il campus Mercyhurst divenne un punto di riferimento della città.
Nel 1963, il dipartimento prep del college si separò per formare la Mercyhurst Preparatory School, che si trova dietro l'università. Il 3 febbraio 1969, il consiglio di amministrazione ha votato per rendere Mercyhurst un college sia maschile sia femminile. Dalla sua fondazione nel 1926 fino al 1972, le membre delle Suore della Misericordia erano state le presidenti dell'università. Dopo il 1972, i presidenti laici guidarono il college. Il 27 marzo 1991, Mercyhurst acquistò il seminario redentorista ormai centenario nel Nord Est e lo trasformò in un campus di filiali, offrendo diplomi associati e certificati di un anno.
Negli ultimi due decenni, Mercyhurst è diventato uno dei migliori college completi del Nord e il secondo più grande college Mercy in America. Tra i suoi cinque campus, l'iscrizione è cresciuta fino a oltre 4.000 studenti, mentre il numero di lavoratori a tempo pieno della facoltà didattica è di 168 membri. Le assegnazioni finanziarie sono salite ad oltre $20 milioni ed il budget oltre gli $85 milioni.
Un programma da 40 milioni di dollari per la ristrutturazione di edifici e del campus ha cambiato l'aspetto delle 50 strutture di Mercyhurst negli ultimi 20 anni. Il Centro di arti dello spettacolo Mary D'Angelo è stato inaugurato nel febbraio 1996. Poi, nell'autunno del 2002, il Centro Accademico Audrey Hirt da 7,5 milioni di dollari venne aperto al pubblico sul lato sud-est del campus, l'edificio fu finanziato in gran parte attraverso la campagna di finanziamento del college da 22,8 milioni di dollari.
Il 10 ottobre 2004 l'Erie Times-News ha pubblicato una storia in cui si afferma che l'ex presidente Dr. William Garvey molestò i ragazzi delle elementari mentre serviva come allenatore di pallacanestro nella chiesa cattolica di San Giovanni Battista ad Erie . L'articolo ha inoltre affermato che "due attuali residenti di Erie hanno detto all'Erie Times-News che Garvey li aveva pagati per fare sesso con lui nei primi anni '80, quando entrambi erano minorenni." Il 17 dicembre il giornale riportò che Garvey "annunciò bruscamente il suo ritiro giovedì, mesi prima del completamento di un'indagine commissionata dal college che Garvey aveva predetto lo avrebbe esonerato". Diversi mesi dopo il ritiro di Garvey, un'indagine condotta dal giudice della contea di Erie in pensione Michael Palmisano, su istruzione del consiglio di amministrazione, ha stabilito che le accuse contro Garvey "sembravano [essere] fondate". Il parchi centrali del campus furono chiamati "Garvey Park" in onore di Garvey, ma in seguito alle accuse furono rinominate in "Trinity Green".
Nell'agosto del 2005, l'edificio da $5 milioni di Michele e Tom Ridge per la salute e sanità è stato dedicato a Mercyhurst North East. Un appartamento residenziale da $ 1,3 milioni è stato aperto in tempo per l'anno accademico del campus nord-orientale.
Sempre nel 2005, il consiglio o l'acquisto di 400 acri (1,6 km²) in Girard come primo passo verso lo sviluppo di Mercyhurst West, un college per programmi biennali che serve la contea di Erie occidentale, la contea di Crawford nordoccidentale e l'Ohio nord-orientale.
Il consiglio ha eletto il Dr. Thomas J. Gamble come undicesimo presidente del Mercyhurst College. Il Dr. Gamble, che in precedenza era stato vice presidente degli affari accademici del college, ha assunto ufficialmente la carica il 1º marzo 2006.
La costruzione di una residenza per matricole da 14 milioni di dollari è iniziata nell'autunno 2008 e la struttura è stata aperta nell'autunno del 2009. Frances Warde Hall, di 9.300 m2. L'edificio, ospita 318 studenti e contiene un negozio di generi alimentari, una sala multimediale, delle sale TV, un laboratorio informatico, la stazione di stampa del campus ed un centro fitness.
Il Center for Academic Engagement è stato aperto a settembre 2012 , un edificio di quattro piani, 2800 m2. Collocato nella collina a nord della biblioteca di Hammermill e caratterizzato da uno skywalk su East Main Drive per collegare le due strutture. L'edificio, che vanta molte tecnologie ecologiche, ospita aule e spazi di laboratorio per due dei programmi firmati Mercyhurst - Intelligence Studies e Hospitality Management - così come l'Evelyn Lincoln Institute for Ethics and Society e il Mercyhurst Center for Applied Politics (MCAP).
Il 25 gennaio 2012, il Mercyhurst College è diventato ufficialmente Mercyhurst University.
Il consiglio della Mercyhurst University ha nominato Michael T. Victor, JD, LL. D., come dodicesimo presidente della Mercyhurst University il 19 maggio 2015. Victor è stato presidente del Lake Erie College a Painesville, Ohio, sin dal 2006. Victor è stato presidente della facoltà della Walker School of Business di Mercyhurst dal 2002 al 2006. Ha assunto la carica il 3 agosto 2015.
Il 16 agosto 2018, la Mercyhurst University ha aperto una residenza da 25 milioni di dollari. Ryan Hall ospita più di 350 stanze per studenti. Comprende anche una sala da pranzo, un'area lounge, un minimarket e una sala per banchetti da 150 posti.
La Mercyhurst University continua ad essere guidata dall'eredità culturale dei suoi fondatori, le Sorelle della Misericordia, nell'educare gli studenti in una cultura in cui fede e ragione prosperano insieme; dove la bellezza e la forza delle arti liberali si combinano con un apprezzamento per la dignità del lavoro; e un impegno nel servire il prossimo. Per fare questo, Mercyhurst University abbraccia e vive i suoi cinque valori fondamentali, essendo socialmente misericordiosa, globalmente responsabile, compassionevolmente ospitale, intellettualmente creativa e riflettente consapevole.